# David Kellner
David Kellner (Liebertwolkwitz, 1670 – Lipsia, 6 aprile 1748) è stato un compositore e liutista tedesco.
È stato attivo nel periodo del barocco, contemporaneamente a Johann Sebastian Bach.
Così come per le sue composizioni per il liuto, ha scritto molto anche sulla teoria musicale, dedicandosi in particolar modo al temperamento equabile. Il suo diagramma del circolo delle quinte è un esempio di grafico con le scale minori e maggiori in due cerchi concentrici, in cui la maggiore è immediatamente fuori rispetto alla sua relativa minore.